# Рочестер (Вермонт)
Рочестер (англ. Rochester) — місто (англ. town) в США, в окрузі Віндзор штату Вермонт. Населення — 1099 осіб (2020).

## Демографія
Згідно з переписом 2010 року, у місті мешкало 1139 осіб у 532 домогосподарствах у складі 310 родин. Було 832 помешкання
Расовий склад населення:
| - 96,7 % — білих - 0,6 % — азіатів - 0,4 % — корінних американців - 0,4 % — чорних або афроамериканців |

До двох чи більше рас належало 1,9 %. Частка іспаномовних становила 2,4 % від усіх жителів.
За віковим діапазоном населення розподілялося таким чином: 17,3 % — особи молодші 18 років, 62,5 % — особи у віці 18—64 років, 20,2 % — особи у віці 65 років та старші. Медіана віку мешканця становила 50,1 року. На 100 осіб жіночої статі у місті припадало 101,6 чоловіків;  на 100 жінок у віці від 18 років та старших — 99,2 чоловіків також старших 18 років.
Середній дохід на одне домашнє господарство  становив 67 555 доларів США (медіана — 50 938), а середній дохід на одну сім'ю — 79 851 долар (медіана — 61 250). Медіана доходів становила 50 179 доларів для чоловіків та 42 083 долари для жінок. За межею бідності перебувало 11,7 % осіб, у тому числі 18,4 % дітей у віці до 18 років та 5,4 % осіб у віці 65 років та старших.
Цивільне працевлаштоване населення становило 538 осіб. Основні галузі зайнятості: освіта, охорона здоров'я та соціальна допомога — 21,6 %, виробництво — 14,7 %, роздрібна торгівля — 13,2 %.